# オープンコーラ (企業)
オープンコーラ（Opencola）は、かつて存在したカナダのソフトウェア開発企業。1999年にトロントで設立されたが、2003年にオープンテキスト社に買収された。同企業のスローガンは、"Peer Your Knowledge"。

## 歴史
1999年、グラッド・コン、コリイ・ドクトロウ、ジョン・ヘンソンによって、「コラボレーション・オブジェクト・ルックアップ・アーキテクチャ(collaboration object lookup architecture)」ソフトウェアを開発する企業として設立された。ソフトウェア及び仕様はすべてオープンソースとして提供されていた。最も初期のアーカイブされた企業サイトのページでは「OpenCOLA」をアプリケーション、プロトコル、ツール群及び企業自身としていた。
オープンコーラデスクトップクライアント/サーバー(もしくはオープンコーラの造語で「clerver」)アプリケーションはインターネット、オープンコーラーネットワーク上のピア、及び既存のプロプライエタリなデータベースを含めた複数のデータソースから単一のインターフェースで情報の共同検索、取得、管理及び共有を可能にする。コンテキスト検索機能を有するオープンコーラ拡張検索エンジンは、関連文書の全体の主題を検索し、以前の検索と関連性の高い結果と補完するプロセスで実行される。検索は指定されたものに応じて必要であればネットワーク上に伝播される。
オープンコーラはさらなるソフトウェア開発に投資し、Justin Chapweske's Swarmcastを2001年5月18日にGPLで公開した。このソフトウェアはストリーミングに重点を置き、ソースサーバーの読み込み負荷を軽減させるために、大容量の(頻繁にアクセスされる)コンテンツの配布を加速させる、BitTorrentに似たピア・ツー・ピアスウォーミング技術を用いている。オープンコーラのフォルダプロジェクトは組織内のコンテンツ配布の加速にSwarmcastテクノロジーが用いられている。
2003年の夏にオープンコーラはオンタリオ州ウォータールーのオープンテキストに買収された。